# Río Santiago (Áncash)
El río Santiago es un río temporal en el distrito de Aija de la provincia homónima en la región Áncash en Perú que forma parte de la cuenca hidrográfica del río Huarmey. El río nace en la parte occidental de la Cordillera Negra y pasa cerca a la ciudad de Aija. Es un río de aguas ácidas producto de la contaminación por metales pesados.
Los ríos Llactun, Santiago y La Merced, al juntarse, forman el río Aija. El río Aija al juntarse con el río  es afluente del río Huarmey.

## Calidad de las aguas
Se han realizado monitoreos de la calidad de agua en diferentes momentos. En el presente cuadro se presentan parte de los resultados:
| Fecha                                                             | Concentraciones por encima de los ECA para la Categoría 3 |
| ----------------------------------------------------------------- | --------------------------------------------------------- |
| 19 y 20 de febrero de 2013                                        | Cobre, hierro, manganeso y zinc                           |
| 23 y 24 de octubre de 2012                                        | Cobre, hierro, manganeso y zinc                           |
| 20 y 21 de noviembre de 2012                                      | Cobre, hierro, manganeso y zinc                           |
| 1 de diciembre del 2010 15 de marzo de 2011 7 -8 de junio de 2011 | Cadmio, cobre, hierro, manganeso, plomo y zinc            |
| 6 y 8 de setiembre de 2011                                        | pH, conductividad y OD (oxígeno disuelto)                 |

Los Estándares de Calidad Ambiental (ECA) para la Categoría 3 se refiere a agua para riego de vegetales y bebida de animales.